# 弗朗茨·克萨韦尔·菲贝尔
弗朗茨·克萨韦尔·菲贝尔（德語：Franz Xaver Fieber，德語發音：[fʁants ˈksaːvɐ ˈfiːbɐ]；1807年3月1日—1872年2月22日），波希米亚德意志人植物学家、昆虫学家。菲贝尔是利奥波第那科学院成员，著有《欧洲直翅目概要》（Synopsis der europäischen Orthopteren，1854年）、《欧洲半翅目》（Die europäischen Hemiptera，1860年）以及许多其他昆虫相关出版物。